# Jiří Kabát (kněz)
Jiří Kabát (28. října 1923 Vilasova Lhota – 18. listopadu 1990) byl český katolický kněz, člen kongregace redemptoristů a politický vězeň komunistické totality.

## Začátky pastorace
Ke kněžství studoval v semináři redemptoristů v Obořišti.
Na kněze byl vysvěcený 20. června 1948 v Praze. Po roce 1950 byl přijat do duchovní správy v Lounech. Od 1. července 1956 byl duchovním správcem v Rychnově u Děčína, Merbolticích a Verneřicích. V roce 1957 byl odsouzen Lidovým (okresním) soudem v Děčíně zřejmě za údajný morální delikt k jednomu a půl roku odnětí svobody. Od roku 1969 byl administrátorem v Liběšicích u Žatce a jako administrátor excurrendo farností Hradiště a Nečemice. V roce 1973 byl uvězněn pro podezření ze zpronevěry státních peněz. Byl soudem osvobozen, ale musel přejít na jinou faru v severních Čechách. V roce 1977 spravuje pouze Liběšice u Žatce, z administrace farností excurrendo byl uvolněn. V roce 1978 administruje Jílové u Děčína a excurrendo Javory, Krásný Les, Libouchec, Petrovice, Tisá a Čermná.

## Pod dohledem Státní bezpečnosti
Státní bezpečnost, která ho pozorně sledovala již v 50. letech 20. století, však o něho stále jeví zájem, a tak 6. září 1988 podal kpt. Vojtěch Tureček, zástupce náčelníka O StB Teplice, návrh na zahájení akce (SPO) ŘÍMAN. Kabát v té době působil v Teplicích II-Trnovanech. Důvodem k „rozpracování“ byla jeho, režimu nepohodlná, aktivita (byl např. iniciátorem několika zájezdů na různé církevní akce), jeho záporný postoj k Sdružení katolických duchovních Pacem in terris a zorganizování podpisové kampaně na podporu kardinála Tomáška počátkem roku 1988, ke které se připojilo více než 500 občanů. V akci ŘÍMAN byli úkolováni kandidát tajné spolupráce VRÁTNÝ a důvěrník VIKÁŘ. Dne 7. prosince 1989 byla na návrh por. Jiřího Doležala, SR O StB Teplice akce „na základě současné operativní situace“ ukončena.

## Závěr života
0d 1. července 1987 byl administrátorem farního úřadu v Teplicích-Trnovanech a excurrendo farnosti Modlany. Zde sloužil do roku 1990.
V osobním životě byl velmi skromný a využíval času k překladům z němčiny, zvláště knihy Carlo Carreta. Poslední místo v pastoraci přijal v Kadani, ale to se již objevila choroba, která pokračovala. Zemřel 18. listopadu 1990. Pohřben byl v Příbrami mezi spolubratry redemptoristy.